# Zero (canção de Imagine Dragons)
"Zero" é uma canção da banda americana de pop rock Imagine Dragons, escrita pela banda juntamente com John Hill, que também produziu. É o segundo single do quarto álbum de estúdio da banda, Origins. A canção é apresentada no filme de animação da Disney Ralph Breaks the Internet e foi incluída em seu segundo trailer oficial e em sua trilha sonora.

## Antecedentes
Dan Reynolds, o vocalista da banda, disse que "[a] canção fala sobre" a luta do personagem-título pela auto-aceitação, com a qual a banda ressoou, enquanto o co-diretor de Ralph Breaks the Internet, Rich Moore, chamou-a de "uma escolha ousada para uma música dos créditos finais, porque é sobre alguém que se sente zerado, alguém que nem sempre se sentiu digno, alguém que permitiu que todo o seu senso de si confiasse em uma única amizade". Phil Johnston, co-roteirista e co-diretor do filme, disse que a insegurança de Ralph é um sentimento com o qual todos podem se relacionar, "mas a canção nos diz que não estamos sozinhos. Eles pregaram o tema do filme de uma maneira que isso também fizesse você querer dançar".

## Recepção da crítica
Markos Papadatos, do Digital Journal, afirmou que a canção "vale mais do que um simples olhar passageiro e gera dois polegares para cima".

## Performances ao vivo
"Zero" foi apresentado ao vivo pela primeira vez no iHeartRadio Music Festival em 22 de setembro de 2018, junto com outra canção do álbum: "Natural". A canção também foi apresentada no Jimmy Kimmel Live! em 5 de novembro de 2018. "Zero" também foi apresentado ao vivo no Cosmopolitan, em Las Vegas, em 7 de novembro, junto com outras três canções de Origins: "Natural", "Machine" e "Bad Liar".